# Alf Björnberg
Alf Karl Gustav Björnberg, född 27 juli 1953 i Umeå, är en svensk musikforskare.
Björnberg disputerade vid Göteborgs universitet 1987. Han blev senare professor i musikvetenskap vid Göteborgs universitet. Björnbergs forskningsområden inkluderar musikanalysis, populärmusikens historia samt musik och medier. Han har publicerat forskningsresultat i nationella och internationella tidskrifter och antologier och även publicerat texter i populärvetenskaplig form.